# Volkswagen ID.7
La Volkswagen ID.7 è un'autovettura elettrica prodotta dalla casa automobilistica tedesca Volkswagen a partire dal 2023.
Rappresenta la quinta vettura della famiglia di automobili esclusivamente elettriche del marchio tedesco, nota con il marchio ID e basata sulla piattaforma modulare MEB. Rispetto alle altre ID, la ID.7 è una classica berlina a tre volumi di grandi dimensioni che si posiziona nella categoria di segmento E.

## Contesto e debutto

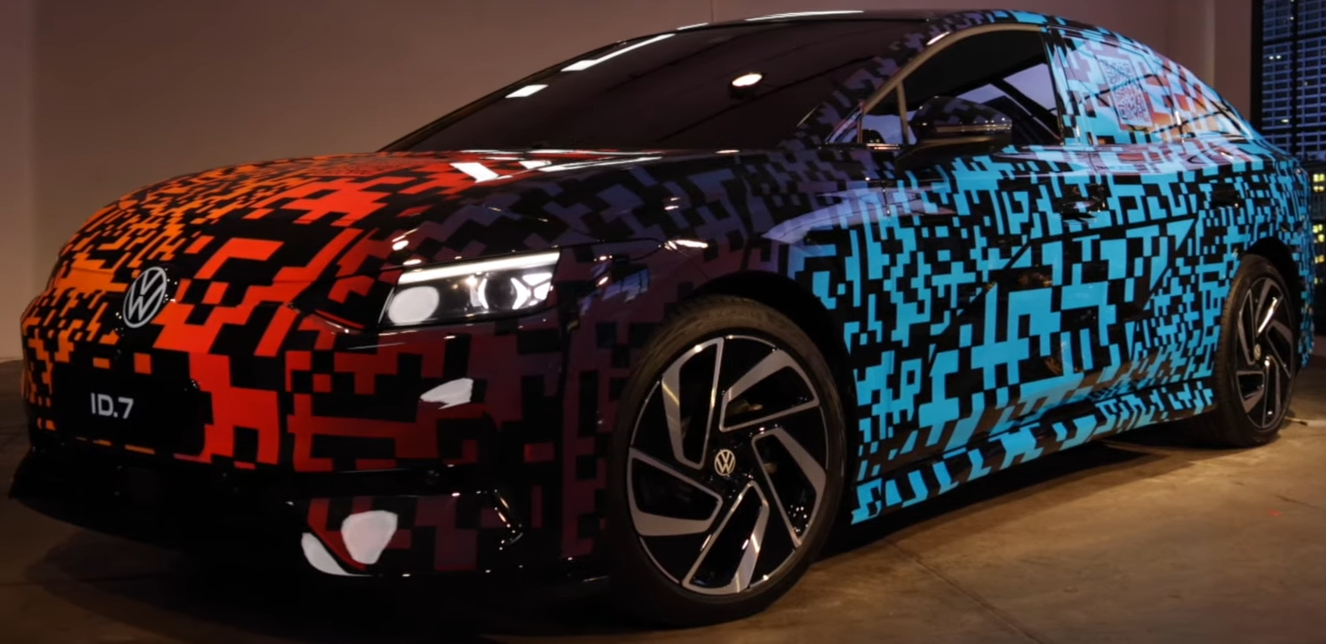
Muletto pre-produzione di serie parzialmente camuffato

La vettura è stata anticipata da alcuni concept e prototipi prima del suo debutto ufficiale; il principale tra questi è la concept car ID. Aero presentata nel giugno 2022.
Una versione pesantemente camuffata di pre-serie molto vicina a quella di produzione è stata presentata in anteprima il 4 gennaio 2023 al Consumer Electronics Show di Las Vegas.

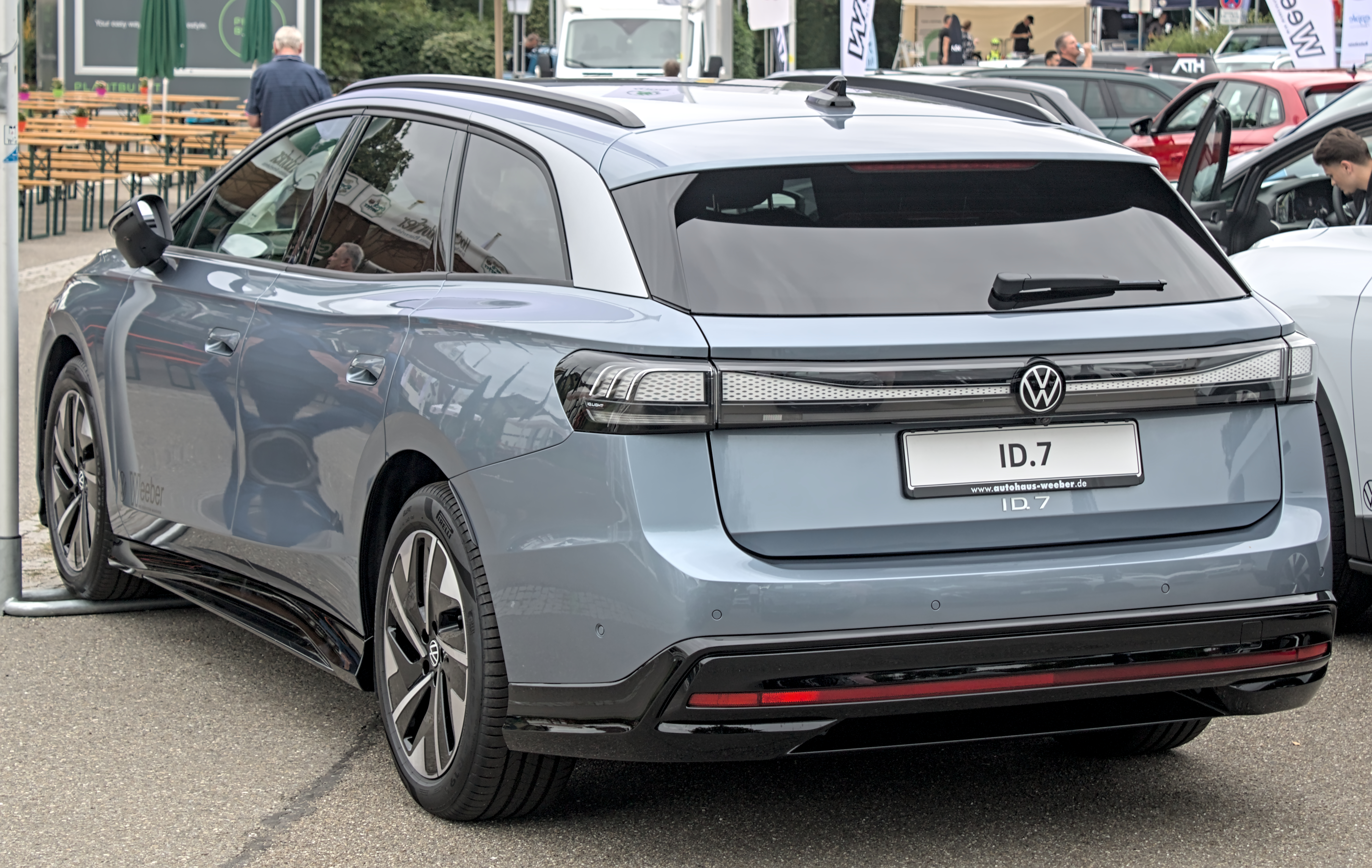
ID.7 Tourer

Il debutto mondiale ufficiale della versione definitiva della ID.7 è avvenuto il 17 aprile 2023, contemporaneamente a un evento stampa a Berlino e al pubblico durante il salone di Shanghai.

## Descrizione

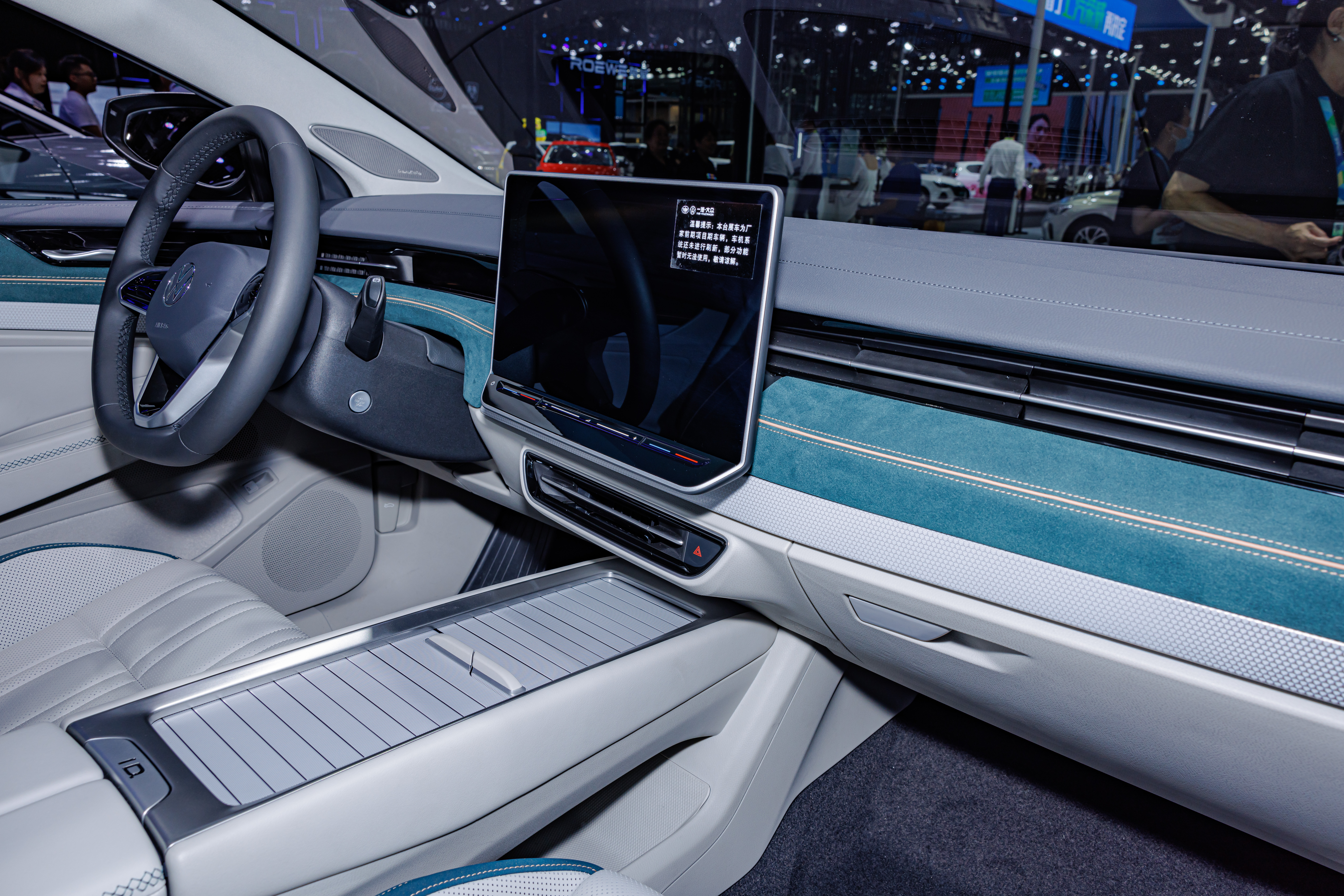
Interni della ID.7

L'auto è dotata di due pacchi batteria agli ioni di litio con capacità di 77 kWh e 85 kWh a seconda dell'allestimento. Il cruscotto è dotato di un piccolo display posto dietro il volante che funge da quadro strumenti digitale e di un head-up display con funzioni di realtà aumentata per il navigatore satellitare, mentre al centro della plancia c'è un touch screen dedicato all'infotainment da 15 pollici; quest'ultimo è dotato di un nuovo software e di nuovi comandi e controlli fisici.